# Nzibwe
Nzibwe är ett vattendrag i Burundi.   Det ligger i provinsen Bururi, i den sydvästra delen av landet, 90 km söder om huvudstaden Bujumbura.
Omgivningarna runt Nzibwe är huvudsakligen savann. Runt Nzibwe är det ganska tätbefolkat, med 214 invånare per kvadratkilometer.